# Gran Premi d'Abu Dhabi del 2017

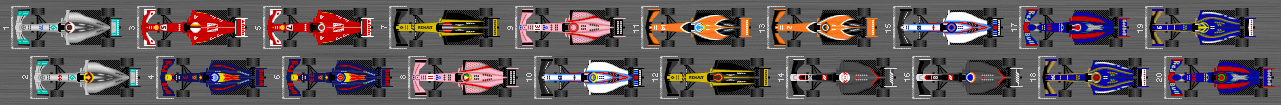
Ordre de sortida.

El Gran Premi d'Abu Dhabi de Fórmula 1 de 2017 serà la vintena carrera de la temporada 2017. Tindrà lloc del 24 al 26 de novembre en el Circuit Yas Marina, a Abu Dhabi. Lewis Hamilton va ser el vencedor de l'edició anterior, seguit per Nico Rosberg i Sebastian Vettel. Els pilots que estaran en actiu que han guanyat a Abu Dhabi són Lewis Hamilton, Kimi Räikkönen i Sebastian Vettel.

## Entrenaments lliures

### Primers lliures
Resultats
| Pos. | Nº | Pilot            | Equip/Motor          | Millor temps | Diferència | Compost | Voltes |
| ---- | -- | ---------------- | -------------------- | ------------ | ---------- | ------- | ------ |
| 1    | 5  | Sebastian Vettel | Ferrari              | 1:39.006     | —          | US      | 23     |
| 2    | 44 | Lewis Hamilton   | Mercedes AMG         | 1:39.126     | +0.120     | US      | 25     |
| 3    | 33 | Max Verstappen   | Red Bull - TAG Heuer | 1:39.154     | +0.148     | US      | 15     |
| 4    | 7  | Kimi Räikkönen   | Ferrari              | 1:39.518     | +0.512     | US      | 22     |
| 5    | 77 | Valtteri Bottas  | Mercedes AMG         | 1:39.741     | +0.735     | US      | 30     |

### Segons lliures
Resultats
| Pos. | Nº | Pilot            | Equip/Motor          | Millor temps | Diferència | Compost | Voltes |
| ---- | -- | ---------------- | -------------------- | ------------ | ---------- | ------- | ------ |
| 1    | 44 | Lewis Hamilton   | Mercedes AMG         | 1:37.877     | —          | US      | 39     |
| 2    | 5  | Sebastian Vettel | Ferrari              | 1:38.026     | +0.149     | US      | 37     |
| 3    | 3  | Daniel Ricciardo | Red Bull - TAG Heuer | 1:38.180     | +0.303     | SS      | 34     |
| 4    | 7  | Kimi Räikkönen   | Ferrari              | 1:38.352     | +0.475     | SS      | 35     |
| 5    | 77 | Valtteri Bottas  | Mercedes AMG         | 1:38.537     | +0.660     | SS      | 33     |

### Tercers lliures
Resultats
| Pos. | Nº | Pilot            | Equip/Motor          | Millor temps | Diferència | Compost | Voltes |
| ---- | -- | ---------------- | -------------------- | ------------ | ---------- | ------- | ------ |
| 1    | 44 | Lewis Hamilton   | Mercedes AMG         | 1:37.627     | —          |         | 19     |
| 2    | 77 | Valtteri Bottas  | Mercedes AMG         | 1:37.900     | +0.273     |         | 21     |
| 3    | 7  | Kimi Räikkönen   | Ferrari              | 1:38.157     | +0.530     |         | 22     |
| 4    | 5  | Sebastian Vettel | Ferrari              | 1:38.174     | +0.547     |         | 22     |
| 5    | 3  | Daniel Ricciardo | Red Bull - TAG Heuer | 1:38.340     | +0.713     |         | 16     |

## Classificació
Resultats
| Pos. | Nº | Pilot             | Equip-motor             | Part 1   | Part 2   | Part 3   | Graella |
| ---- | -- | ----------------- | ----------------------- | -------- | -------- | -------- | ------- |
| 1    | 77 | Valtteri Bottas   | Mercedes AMG            | 1:37.356 | 1:36.822 | 1:36.231 | 1       |
| 2    | 44 | Lewis Hamilton    | Mercedes AMG            | 1:37.391 | 1:36.742 | 1:36.403 | 2       |
| 3    | 5  | Sebastian Vettel  | Ferrari                 | 1:37.817 | 1:37.023 | 1:36.777 | 3       |
| 4    | 3  | Daniel Ricciardo  | Red Bull - TAG Heuer    | 1:38.016 | 1:37.583 | 1:36.959 | 4       |
| 5    | 7  | Kimi Räikkönen    | Ferrari                 | 1:37.453 | 1:37.302 | 1:36.985 | 5       |
| 6    | 33 | Max Verstappen    | Red Bull - TAG Heuer    | 1:38.021 | 1:37.777 | 1:37.328 | 6       |
| 7    | 27 | Nico Hülkenberg   | Renault                 | 1:38.781 | 1:38.138 | 1:38.282 | 7       |
| 8    | 11 | Sergio Pérez      | Force India             | 1:38.601 | 1:38.359 | 1:38.374 | 8       |
| 9    | 31 | Esteban Ocon      | Force India             | 1:38.896 | 1:38.392 | 1:38.397 | 9       |
| 10   | 19 | Felipe Massa      | Williams Martini Racing | 1:38.629 | 1:38.565 | 1:38.550 | 10      |
| 11   | 14 | Fernando Alonso   | McLaren F1 Team         | 1:38.820 | 1:38.636 |          | 11      |
| 12   | 55 | Carlos Sainz      | Renault                 | 1:38.810 | 1:38.725 |          | 12      |
| 13   | 2  | Stoffel Vandoorne | McLaren F1 Team         | 1:38.777 | 1:38.808 |          | 13      |
| 14   | 20 | Kevin Magnussen   | Haas F1 Team            | 1:39.395 | 1:39.298 |          | 14      |
| 15   | 18 | Lance Stroll      | Williams Martini Racing | 1:39.503 | 1:39.646 |          | 15      |
| 16   | 8  | Romain Grosjean   | Haas F1 Team            | 1:39.516 |          |          | 16      |
| 17   | 10 | Pierre Gasly      | Scuderia Toro Rosso     | 1:39.724 |          |          | 17      |
| 18   | 94 | Pascal Wehrlein   | Sauber F1 Team          | 1:39.930 |          |          | 18      |
| 19   | 9  | Marcus Ericsson   | Sauber F1 Team          | 1:39.994 |          |          | 19      |
| 20   | 39 | Brendon Hartley   | Scuderia Toro Rosso     | 1:40.471 |          |          | 20      |

## Carrera
Resultats
| Pos. | Nº | Pilot             | Equip-motor             | Voltes | Temps/Retirat | Graella | Punts |
| ---- | -- | ----------------- | ----------------------- | ------ | ------------- | ------- | ----- |
| 1    | 77 | Valtteri Bottas   | Mercedes AMG            | 55     | 1:34:14.063   | 1       | 25    |
| 2    | 44 | Lewis Hamilton    | Mercedes AMG            | 55     | +3.899        | 2       | 18    |
| 3    | 5  | Sebastian Vettel  | Ferrari                 | 55     | +19.330       | 3       | 15    |
| 4    | 7  | Kimi Räikkönen    | Ferrari                 | 55     | +45.386       | 5       | 12    |
| 5    | 33 | Max Verstappen    | Red Bull - TAG Heuer    | 55     | +46.269       | 6       | 10    |
| 6    | 27 | Nico Hülkenberg   | Renault                 | 55     | +1:25.713     | 7       | 8     |
| 7    | 11 | Sergio Pérez      | Force India             | 55     | 1:32.062      | 8       | 6     |
| 8    | 31 | Esteban Ocon      | Force India             | 55     | 1:38.911      | 9       | 4     |
| 9    | 14 | Fernando Alonso   | McLaren F1 Team         | 54     | +1 volta      | 11      | 2     |
| 10   | 19 | Felipe Massa      | Williams Martini Racing | 54     | +1 volta      | 10      | 1     |
| 11   | 8  | Romain Grosjean   | Haas F1 Team            | 54     | +1 volta      | 16      |       |
| 12   | 2  | Stoffel Vandoorne | McLaren F1 Team         | 54     | +1 volta      | 13      |       |
| 13   | 20 | Kevin Magnussen   | Haas F1 Team            | 54     | +1 volta      | 14      |       |
| 14   | 94 | Pascal Wehrlein   | Sauber F1 Team          | 54     | +1 volta      | 18      |       |
| 15   | 39 | Brendon Hartley   | Scuderia Toro Rosso     | 54     | +1 volta      | 20      |       |
| 16   | 10 | Pierre Gasly      | Scuderia Toro Rosso     | 54     | +1 volta      | 17      |       |
| 17   | 9  | Marcus Ericsson   | Sauber F1 Team          | 54     | +1 volta      | 19      |       |
| 18   | 18 | Lance Stroll      | Williams Martini Racing | 54     | +1 volta      | 15      |       |
| Ret  | 55 | Carlos Sainz      | Renault                 | 33     | Pneumàtic     | 12      |       |
| Ret  | 3  | Daniel Ricciardo  | Red Bull - TAG Heuer    | 20     | Hidràulics    | 4       |       |

## Classificacions després de la carrera
| Pos. | Pilot            | Punts | Canvis de posició |
| ---- | ---------------- | ----- | ----------------- |
| 1    | Lewis Hamilton   | 363   | =                 |
| 2    | Sebastian Vettel | 317   | =                 |
| 3    | Valtteri Bottas  | 305   | =                 |
| 4    | Kimi Räikkönen   | 205   | Augment           |
| 5    | Daniel Ricciardo | 200   | Disminució        |

| Pos. | Constructor             | Punts | Canvis de posició |
| ---- | ----------------------- | ----- | ----------------- |
| 1    | Mercedes AMG            | 668   | =                 |
| 2    | Ferrari                 | 522   | =                 |
| 3    | Red Bull - TAG Heuer    | 368   | =                 |
| 4    | Force India             | 187   | =                 |
| 5    | Williams Martini Racing | 83    | =                 |